# 袁晓超
袁晓超（1988年8月7日—），男，山东郓城人，中国武術運動員。他是武术运动员袁新东的侄子。

## 生平
1998年开始在宋江武术学校习武，后在山西省长治市体校武术队训练。
2008年北京武术比赛长拳金牌。
2010年11月，袁晓超代表中國出戰廣州亞運會，參加武術比賽，奪得男子太极拳、太极剑全能金牌。
在2012年上映的喜剧功夫片《太极1从零开始》《太极2英雄崛起》中担任主演。